# Spiritual Cramp
Spiritual Cramp (englisch Spiritueller Krampf) ist eine US-amerikanische Punk-Rock-Band aus San Francisco.

## Geschichte
Die Band wurde im Jahre 2017 vom Sänger Michael Bingham und dem Bassisten Mike Fenton gegründet. Beide spielten zuvor in der Band Creative Adult. Komplettiert wurde die Band von den Gitarristen Jacob Breeze und Stewart Kuhlo, dem Perkussionisten Max Wickham und dem Schlagzeuger Blaine Patrick. Der Bandname stammt von einem Lied der Band Christian Death. Noch im Gründungsjahr veröffentlichte die Band ihre erste EP Mass Hysteria. Ein Jahr später folgte zunächst die zweite EP Police State, bevor am 12. Oktober 2018 das Album Television erschien. Jenes Album enthält die Titel der beiden EPs, vier weitere neue Titel sowie zwei Coverversionen. Eine davon ist Pretty Vacant von den Sex Pistols. Michael Bingham bezeichnet Television eher als Kompilation und nicht als Studioalbum.
Es folgten Konzerte im Vorprogramm von Bands wie den Viagra Boys und Militarie Gun, bevor im Jahre 2021 die dritte EP Here Comes More Bad News. Im gleichen Jahr verließen Stewart Kuhlo, Blaine Patrick und Max Wickham die Band und wurden durch Nate Punty, José Luna und Julien Smith ersetzt. Anfang 2023 wurden Spiritual Cramp von Blue Grape Music unter Vertrag genommen und veröffentlichten am 3. November 2023 ihr selbst betiteltes Debütalbum. Es folgte eine Headliner-Tournee durch Nordamerika, bevor die Band im Vorprogramm von Militarie Gun durch das Vereinigte Königreich und Irland tourte. Anfang 2024 führte das britische Magazin Kerrang die Band auf ihrer Liste The Sound of 2024 von Bands, die „alternative Musik neu definieren“.

## Stil
Mark Deming vom Onlinemagazin Allmusic schrieb, dass Spiritual Cramp einen „stylischen und sprunghaften Mix“ aus Hardcore Punk, Ska, Reggae, Post-Punk und Mod-Sounds spielen. Jan Schwarzkamp vom deutschen Magazin Visions schrieb, dass Spiritual Cramp „eine dieser Bands sei, die momentan zeigen, wie weit man den Begriff Hardcore/Punk fassen kann“ und „wie frisch es klingt, wenn sich ambitionierte Musikfans am Erbe ihrer Helden abarbeiten“. Schwarzkamp empfahl die Band Fans von The Clash, Culture Abuse und The Hives. Sänger Michael Bingham nannte Bans wie The Clash, Talking Heads, The Undertones, Cock Sparrer, Happy Mondays, The Business und The Stone Roses als Einflüsse.

## Diskografie
Alben
- 2018: Television
- 2023: Spiritual Cramp

EPs
- 2017: Mass Hysteria
- 2018: Police State
- 2021: Here Comes More Bad News

Musikvideos
- 2018: The Erasure
- 2021: Earth to Mike
- 2023: Nah, That Ain’t It
- 2023: Talkin’ on the Internet
- 2023: Herberts on Holiday
- 2023: Better Off This Way
- 2023: Slick Rick
- 2025: At My Funeral